# Alucita myriodesma
Alucita myriodesma är en fjärilsart som beskrevs av Edward Meyrick 1929. Alucita myriodesma ingår i släktet Alucita och familjen mångfliksmott, (Alucitidae). Inga underarter finns listade i Catalogue of Life.